# Gračani
Gračani su zagrebačko gradsko naselje na obroncima Medvednice, najsjevernijem dijelu grada. Pripada gradskoj četvrti Podsljeme i smatra se dijelom Prigorja. Gračani su smješteni na južnim obroncima Medvednice, točno ispod najvišeg vrha Sljemena do kojeg iz Gračana vodi cesta i žičara Sljeme.

## Povijest
Gračani su izvorno nastali kao naselje kmetova koji pripadaju slobodnom gradu Gradecu. Smatra se da i ime Gračani dolazi od imena Gradeca. Prvi put se spominju 1334. godine u popisu sela koja moraju plaćati desetinu Kaptolu. 1374. se spominje cesta koja vodi iz Gračana do crkve u Remetama. Gračani su uz Dediće bili najveće selo koje je pripadalo Gradecu, ali su se oko posjeda Gračana sporili Gradec, Kaptol, remetski pavlini i gospodari Medvedgrada. Gospodari Medvedgrada su često pljačkali Gračane. Postoje dokumenti da su u 16. st. kmetovi iz Gračana pripadali Medvedgradu, a ne Gradecu. 1590. je potres razorio Medvedgrad, te je nakon toga postignut sporazum kojim je dio gračanskih kmetova vraćen Gradecu.
Kmetovi u Gračanima su uzgajali voće, povrće i stoku za stanovnike grada, ali i obavljali različite poslove u gradu (posebno vezane za šumu i obradu drva). Posebno su značajni bili vinogradi na obroncima Medvednice.
Krajem 16. st. su Turci razorili Remete. Smatra se da su namjeravali osvojiti Medvedgrad i okružiti Zagreb. Zbog turske opasnosti su pobjegli mnogi stanovnici Gračana. Početkom 17. st. su u napuštene kuće naseljene izbjeglice iz Bihaća koji je pao pod Turke.
Godine 1848. ukida se kmetstvo i dotadašnji kmetovi postaju slobodni seljaci i vlasnici svojih kuća i posjeda. 1850. se ujedinjuju Gradec i Kaptol i stvara grad Zagreb koji se napretkom industrije u drugoj polovici 19. st. naglo širi. Stanovnici Gračana jačaju veze s gradom koji ima sve više potreba koje ispunjavaju seljaci iz okolice (prodaja voća i povrća, obrtnički radovi, posebno su značajne pralje koje peru gradsku robu na potocima). Postojali su i mlinovi na potocima. Takvi poslovi su osigurali egzistenciju stanovnicima Gračana.
Početkom 20. st. se u Gračanima osniva škola (1904.) i Hrvatsko seljačko pjevačko društvo Podgorac (1907. godine). Gračani su bili uporište djelovanja Hrvatske seljačke stranke Stjepana Radića. 1927. je zbog političkih razloga sjedište seoske općine preseljeno u Remete i Gračani su izgubili status općine.
Godine 1945. VI. lička partizanska divizija "Nikola Tesla"., izvršila je strahovite zločine u Gračanima, pobivši prema sačuvanim dokumentima preko 800 hrvatskih vojnika, civila i domaćih Gračanaca. Danas se njima u spomen svake godine održava komemoracija pod nazivom "Dani sjećanja na komunističke zločine u Gračanima".
Grad Zagreb se u 20. stoljeću vrlo brzo širio, te su gradska naselja došla do samih Gračana koja su tako spojena sa samim gradom. Posljedica toga je da su 1950. Gračani izgubili status samostalne općine i pripojeni gradu Zagrebu, te su postali dio gradske općine Medveščak. Iste godine je sagrađena tramvajska pruga Mihaljevac-Dolje kojom su Gračani izravno povezani sa Zagrebom linijom 15 (prije linijom 21), a stanovnici grada su dobili tramvajsku vezu s Medvednicom. Počinje se graditi tunel kojim se planiralo povezati grad sa Zagorjem ispod Medvednice, ali je sve ostalo na kratkom tunelu ispod jednog brda. U 2. polovici 20. st. se Gračani sve više integriraju sa Zagrebom i lagano uklapaju u tkivo grada. Gračanci napuštaju tradicionalnu poljoprivredu kojom su se dotad bavili i sve više počinju raditi u gradu. Propadaju i stari mlinovi, od kojih su neki sačuvani. Zanimljivost je da je stari mlin na potoku Bliznecu pretvoren u župnu crkvu sv. Petra i Pavla Bešići, a mlinski kamen se i danas nalazi ispod oltara crkve.
Na području Gračana postoje dvije župe. Župa sv. Mihalja Gračani je osnovana 1983. godine, a istočni dijelovi Gračana su 2001. postali dio novoosnovane župe sv. Petra i Pavla u ulici Bešići. Prije su Gračani bili podijeljeni između župa sv. Franje Ksaverskog i Majke Božje Remetske.

## Zemljopis
Gračani su smješteni u podnožju Medvednice u submontanoj udolini okruženoj brežuljcima. Dolina je nastala radom brojnih potoka koji su milijunima godina odnosili materijal, a brežuljci su gorska rebra koja se pružaju s glavnog bila Medvednice. Preko Gračana prolazi rasjed koji se proteže južnim rubom Medvednice. Preko Gračana prolazi više potoka koji izviru na Medvednici (najvažniji su Gračanec, Pustodol, Bliznec i Topličica koji izvire iz termalnog vrela, te je voda u njemu topla).
Klima je u Gračanima vrlo ugodna. Ljeti je temperatura nešto niža nego u Zagrebu zbog višeg položaja i guste vegetacije. Ima i više padalina nego sam Zagreb. Zimi Medvednica štiti Gračane od hladnih vjetrova sa sjevera.
Gusta šumska vegetacija raste na obroncima Medvednice iznad Gračana. Prevladavaju hrast kitnjak, bukva i pitomi kesten, a u višim dijelovima postoji jela i smreka.
Gračani su od Šestina odvojeni dolinom potoka Topličice koja nije izgrađena, ali su morfološki povezani sa susjednim naseljima Markuševec i Remete. Posebno je teško odrediti granicu Gračana i Markuševca (obično se smatra da prolazi potokom Crna voda). Zanimljivo je da 16. meridijan prolazi točno između Gračana i Markuševca (između Crne Vode i Bačuna).
Danas u Gračane doseljava mnogo stanovnika iz Zagreba koji žele živjeti u prirodnom okruženju, a opet da su blizu grada. Nažalost, time Gračani postaju previše izgrađeni i gubi se stara slika idiličnog naselja okruženog bujnom vegetacijom. Smatra se da Gračani danas imaju oko 7000 stanovnika.